# 31911 Luciafauth
31911 Luciafauth este un asteroid din centura principală de asteroizi.

## Descriere
31911 Luciafauth este un asteroid din centura principală de asteroizi. A fost descoperit pe 5 aprilie 2000 la Socorro, New Mexico, în cadrul proiectului LINEAR. Asteroidul prezintă o orbită caracterizată de o semiaxă mare de 2,43 ua, o excentricitate de 0,20 și o înclinație de 1,8° în raport cu ecliptica.